# Naturmuseum Salzkammergut
Das Naturmuseum Salzkammergut ist ein Naturkundemuseum zwischen Ebensee und Bad Ischl im Salzkammergut in Oberösterreich. Es liegt an der Salzkammergutstraße (B 145). Das Museum wurde auf Initiative der Familie Gratzer gegründet. Den Schwerpunkt der Ausstellungen bildet die Fauna des Salzkammergutes.

## Geschichte
Das Museum wurde im September 2009 eröffnet und versteht sich als Informationszentrum für naturwissenschaftliche Landeskunde und als Ort ökologischer Bewusstseinsbildung. Die gezeigten Exponate werden in Dioramen gezeigt, bei denen der Betrachter die Objekte nicht auf den ersten Blick, sondern erst bei genauerem Hinsehen entdeckt.

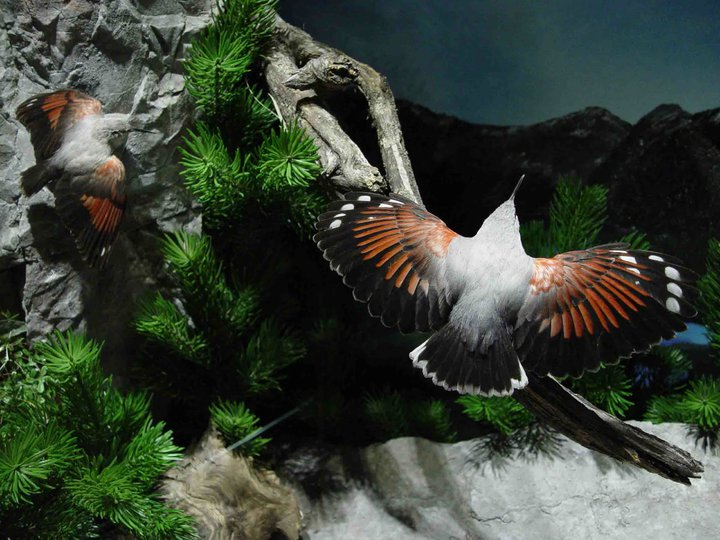
Diorama „Alpenvögel“ mit Mauerläufer

Inzwischen treffen sich auch naturinteressierte Gruppierungen wie Entomologen, Ornithologen und Herpetologen im Museum zu Vorträgen. In Zusammenarbeit mit Schulen gewann es 2009 bei dem vom Land Oberösterreich ausgeschriebenen Ideenkindertag „Natur von Bauernhand“ in Zusammenarbeit mit dem Agrarausbildungszentrum Salzkammergut den ersten Preis in der Kategorie „Gut gelernt“ für den zum Museum gehörigen Lehrpfad. In den Sommermonaten dient das Biotop auch als Klassenzimmer im Grünen. Das Museum selbst zeigt keine lebenden Tiere. Im Außenbereich leben jedoch Insekten, aber auch Reptilien und Amphibien.
Im Sommer finden regelmäßig Abende statt, bei denen mit Leuchten Schmetterlinge angelockt werden. Neben dem Besucherbetrieb wird im Museum auch wissenschaftlich gearbeitet. So besitzt das Museum eine wissenschaftlich aufgebaute Insektensammlung und Tierpräparate verschiedener Epochen.